# Manufacturing Commercial Vehicles

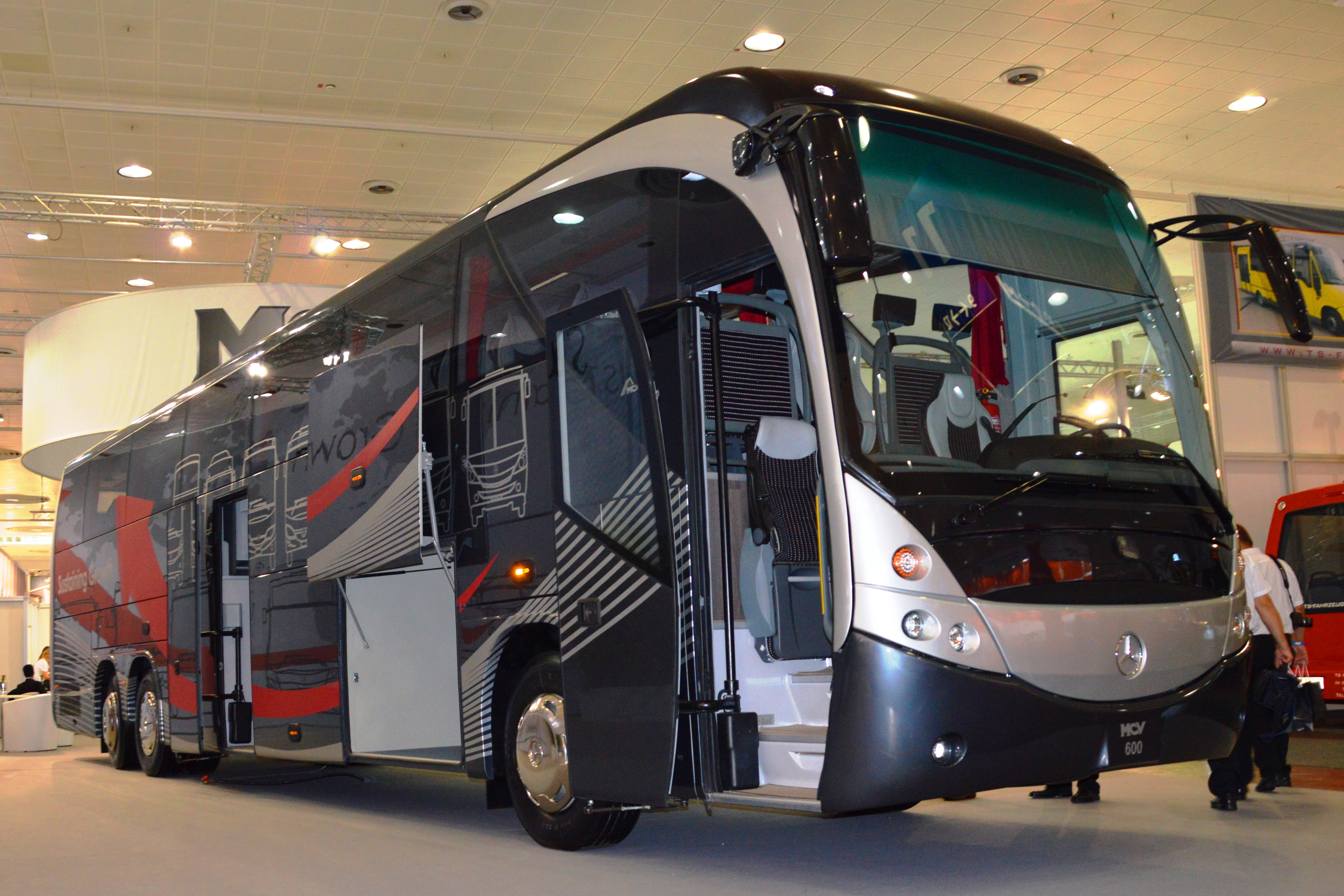
Ein MCV 600 Hochdeckerbus bei der IAA 2014

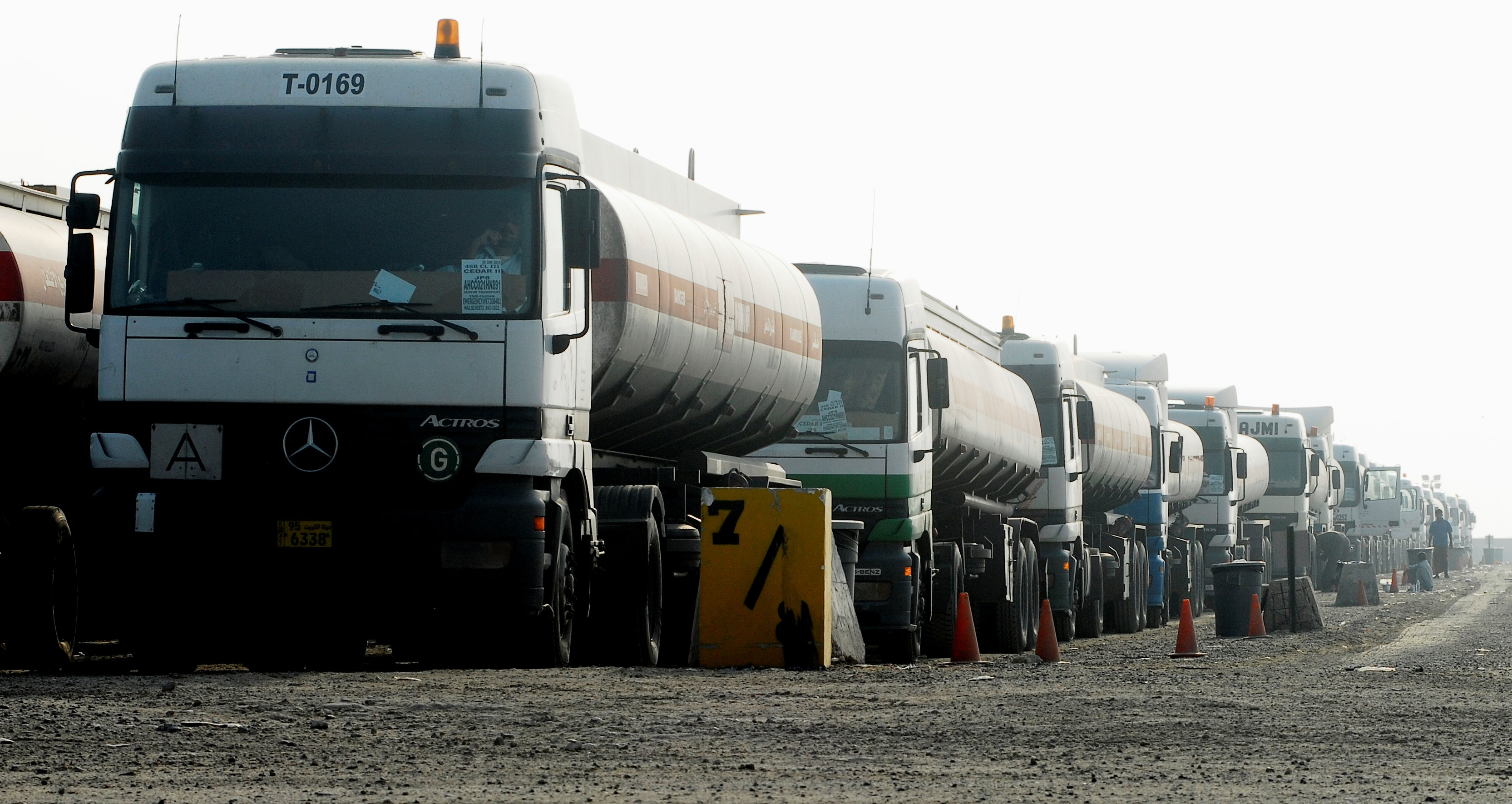
Konvoi mehrerer Mercedes-Benz Actros der MCV-Produktion aus Kairo im Irak, darauf wartend, von US-Soldaten überprüft zu werden

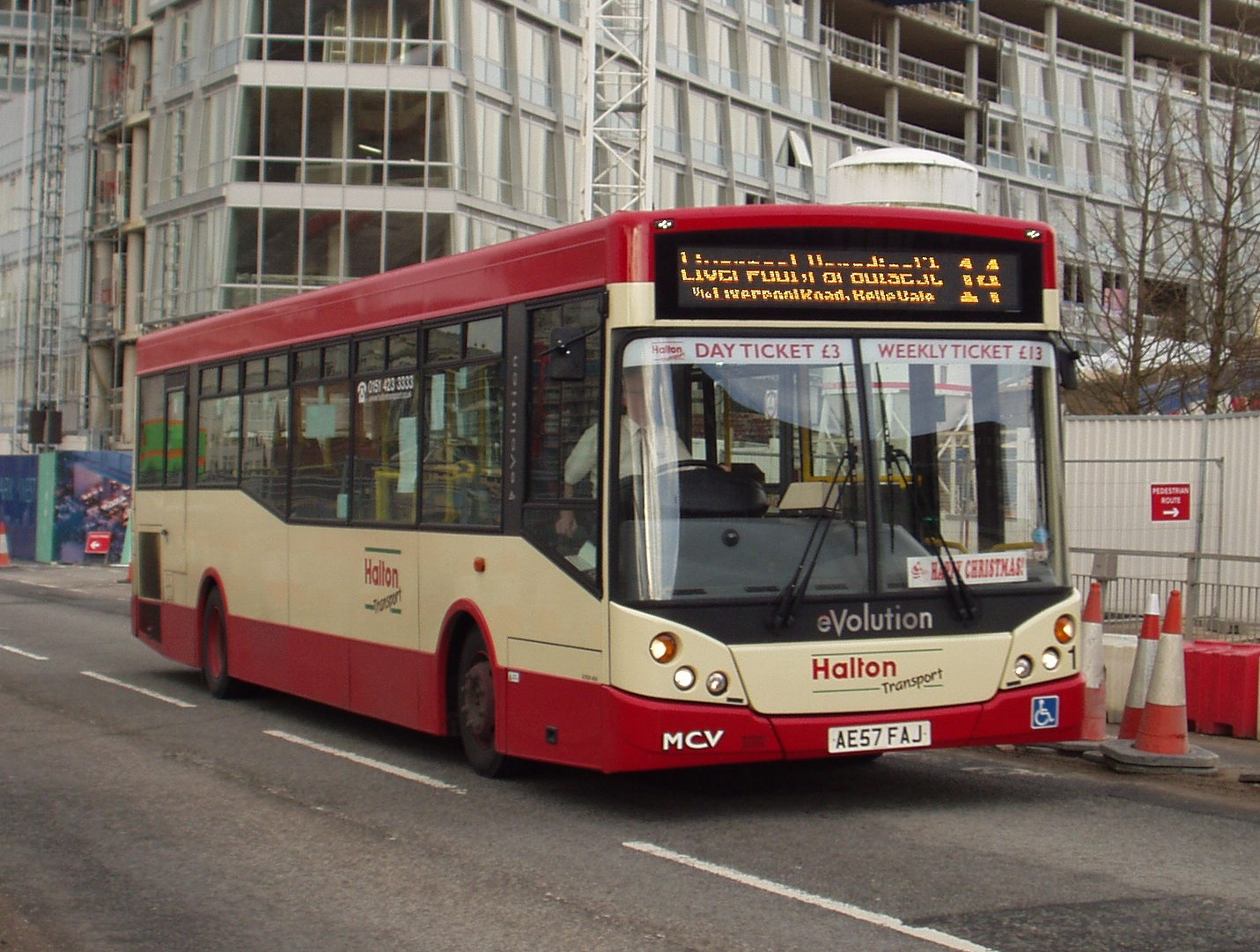
Ein eVolution-DENNIS C121 der Personentransportgesellschaft Halton Transport in Liverpool aus Herstellung der MCV-Tochtergesellschaft MCV Bus and Coach

Manufacturing Commercial Vehicles (Abkürzung MCV) ist ein 1994 gegründeter ägyptischer Nutzfahrzeughersteller. 
Neben Aufbauten auf Fahrgestellen der Marke Mercedes-Benz werden auch Fahrzeuge der hauseigenen Marke MCV hergestellt. Seit der Übernahme des britischen Omnibus-Aufbauherstellers Marshall Bus ist das Unternehmen auch auf dem europäischen Markt vertreten.

## Geschichte
Das Unternehmen entstand 1994 als Generalvertretung für Nutzfahrzeuge der Daimler-Benz AG. Nach dem Aufkauf von Werkshallen der ägyptischen Ghabbour Group konzentrierte sich MCV auf die CKD-Montage von LKW- und Busaufbauten auf Mercedes-Benz-Fahrgestelle.
1996 nahm das Unternehmen die Produktion unter eigenem Markennamen auf, nutzte jedoch weiterhin Mercedes-Benz-Fahrgestelle. Mit der Einführung des Midibusses MCV 240 für den Kairoer Markt griff MCV erstmals auch auf Chassis anderer Hersteller (General Motors) zurück. Mit diesem Schritt demonstrierte MCV auch die wirtschaftliche Unabhängigkeit vom Daimler-Konzern.
2007 zeichnete MCV einen Kooperationsvertrag mit dem chinesischen Unternehmen Dongfeng Motor Corporation; im gleichen Jahr erfolgte die erste Lieferung von 800 Dongfeng-Fahrgestellen.
2008 präsentierte sich MCV erstmals auf der IAA in Hannover; auf der IAA 2014 wurde der moderne dreiachsige Hochdeckerbus MCV 600 vorgestellt. Heute verfügt MCV auf einer 266.400 m2 großen Anlage in Salheya über eine jährliche Produktionskapazität von 6000 Bussen und 1200 LKW.

## Wesentliche Auslandsaktivitäten
- Kuba: Der Export von Nutzfahrzeugen nach Kuba begann 1995 mit der Gründung der MCV Commercial S.A. (51 % Anteil MCV, 49 % Anteil Kuba). MCV ist der Generalvertreter der Daimler AG in Kuba und dort der einzige autorisierte Mercedes-Benz-Händler.[5]
- Algerien: 1999 nahm MCV Geschäftsbeziehungen zu Algerien auf, die Niederlassung von MCV Algérie in Algier beschäftigt 45 Personen.
- Vereinigtes Königreich Großbritannien und Nordirland: 2002 erfolgte der Erwerb des in Insolvenz geratenen Herstellers Marshall Bus durch die MCV Bus & Coach, der britischen Tochtergesellschaft von MCV. Zunächst wurden die Stadtbusse unter dem Namen Stirling vermarktet, seit 2004 unter der Marke eVolution. Diese modernisierten Fahrzeuge werden meist auf MAN-Fahrgestellen montiert.
- Südafrika: 2007 übernahm MVC die Busproduktion von De Haan’s Bus & Coach in Parow;  die jährliche Produktionskapazität beträgt 150 Busse.
- Usbekistan: 2010 wurde ein Joint-Venture mit der UzAvtosanoat eingeleitet; das Projekt wurde jedoch auf unbestimmte Zeit verschoben.

## Modellübersicht

### Busse (Auswahl)
eVolution C110, Linienbus, produziert in Großbritannien durch MCV Bus & Coach, Fahrgestell: MAN bzw. Volvo
MCV E 30, Regionalbus, Motor: Cummins EQB 210-20
MCV E 40, Stadtbus, Motor: Cummins C 245-20
MCV E 50, Regionalbus, Motor: Cummins L 3420-20
MCV 220, Minibus, Motor: u. a. Isuzu 4 HF1
MCV 260 C / R / T  Minibus
MCV 400, Fernbus, Motor: MB OM 906 LA III
MCV 500, Hochdecker-Reisebus
MCV 600, Hochdecker, auch als Dreiachser auf Mercedes-Benz-Fahrgestell OC 500 RF
MCV C120 / LE / SLE, Stadtbus auf Mercedes-Benz-Fahrgestell 0500M 1725/59
MCV S 121, Regionalbus, Motor: Mercedes-Benz OM 926 LA
MCV DD 102, Doppeldeckerbus, Motor: Cummins IsBe 250
MCV DD 103, Doppeldeckerbus, Produziert in Großbritannien, Fahrgestell: Volvo B9TL

### Lastkraftwagen
Mercedes-Benz Actros
Mercedes-Benz Arocs
Mercedes-Benz Atego
Mercedes-Benz Accelo